# Еванђеоска црква у Србији
Еванђеоска црква у Србији је хришћанска, протестантска верска заједница која окупља аутономне еванђелистичке цркве широм Србије.
Еванђеоска црква у Србији уписана у регистар цркава и верских заједница од 2007. године. Окупља скоро 50 независних еванђелистичких цркава широм Србије.

## Историјат еванђеоског хришћанства на територији Србије
Последњи вал протестантизма који је стигао до Срба било је еванђеоско харизматично хришћанство. Харизматски покрет у оквиру протестантизма настао је крајем 19. и почетком 20. века у Америци. Пре свега био је концентрисан на депривиране групе као што су бивши робови, сиромашни сељаци, градска сиротиња, радници и трагаоци за вером. Еванђеоски покрет ставио је акценат на Христа и непосредни контакт човека са Богом кроз Светог Духа. Еванђеоски хришћани се сем водом крштавају и Светим Духом верујући да он силази на њих, као што је сишао на апостоле, и омогућава им да говоре "језицима". По силаску Светог Духа на апостоле на Педесетницу, ова група протестаната називају се и Пентекосталци. Имају, као и остали протестанти, два главна обреда – крштење и Господња вечера, и три споредна – обред приношења деце (родитељи заједно са заједницом моле за здравље деце), венчање и обред сахране.
Брачни пар Фрањо и Жужана Рац, крштени у Светом духу у Бешки (Хрватска), сели се 1936. године у Суботицу и у њу доноси дах пентекостализма. Еванђеоске заједнице су убрзо организоване у Суботици, Зрењанину и Земуну. Уочи Другог светског рата на простору Краљевине Југославије било је око 20 еванђеоских тј. пентекостних црквених заједница са паством мађарског, немачког, словачког, хрватског и српског порекла. На простору Централне Србије почињу да делују 1942. у Крушевцу где су групу организовали Срби пентекосталци прогнани из НДХ. Педесетих година минулог века настаје црква у Карановцу, а шездесетих заједнице у Лебану и Лесковцу. После 1963. године формирају се групе у Војловици код Панчева, у Белој Цркви, Пландишту, Панчеву, Крагујевцу (1968) и Сомбору (1966). Прва пентекостална црква на Косову почела је деловати 1985. године. Ове цркве нису биле централизоване и нису имале заједничко вођство већ су деловале одвојено и са различитим називима: Христова духовна црква, Црква Божија, Пентекостна црква, Еванђеоска црква, Христова црква Голгота, Христова црква браће и сл. Већина ових цркава су уједињене 1989. године под називом Еванђеоска црква. Године 2007. Еванђеоска црква је уписана у Регистар цркава и верских заједница од 2007. године. На челу цркве је Синод који чине председник, заменик председника, секретар и благајник, који су изабрани од стране локалних цркава.

## Теолошко становиште
Еванђеоско хришћанство се придржава непогрешивости Библије и неопходности поновног рођења: индивидуално покајање свога греха и прихватање Исуса Христа као свог личног Господа и Спаситеља. Одликује се вером у „крштење Духом Светим“ и крштење водом, што омогућава хришћанину да „живи живот испуњен и оснажен Духом“. Ово оснаживање укључује употребу духовних дарова као што су глосолалија и божанско исцељење. Еванђеоска црква у Србији држи се Никејског символа вере и Светог писма. Поред разлика, еванђеоски хришћани углавном имају следећа четири главна веровања која су својствена и осталим еванђеоским хришћанима:
1. Непогрешивост Светог писма (Sola scriptura);
2. Спасење долази само кроз веровање у Исуса Христа (веровање појединца у откупљење за грехе на крсту и Христово васкрсење) а не као резултат нечијих добрих дела (према Посланици Ефесцима 2,8.9) (Sola fide);
3. Свака особа мора лично да верује у Исуса Христа на спасење (према Еванђељу по Јовану 3,6.7) (Solus Christus);
4. Свим хришћанима је дато да учествују у ширењу радосне вести (евангелизацији).[4]

## Распрострањеност Еванђеоске цркве у Србији
Еванђеоска црква има око 50 цркава чланица. Локалне цркве чланице се налазе у Београду (9 цркава), Новом Саду (6 цркава), Нишу (2 цркве), Кикинди (2 цркве), Руми (2 цркве), Зрењанину (2 цркве), Суботици (2 цркве), Вршцу, Крагујевцу, Краљеву, Шабцу, Пожаревцу, Панчеву, Ваљеву, Теремину, Врању, Сомбору, Бачкој Паланци,Кули, Жабљу, Падини, Куцури, Војловици, Малом Иђошу, Чантавиру, Банатском Новом Селу, Качареву, и Пригревици.

## Галерија
- Еванђеоска црква Шалом
Бачка Паланка
- Христова јеванђеоска црква
Суботица
- Еванђеоска црква Дођи Господе — Ава Девла
Врање